# Брин Мар-Скајвеј (Вашингтон)
Брин Мар-Скајвеј (енгл. Bryn Mawr-Skyway) је насељено место без административног статуса у америчкој савезној држави Вашингтон.

## Демографија
По попису из 2010. године број становника је 15.645, што је 1.668 (11,9%) становника више него 2000. године.
| Група             | 2000.         | 2010.         |
| Белци             | 5.963 (42,7%) | 4.240 (27,1%) |
| Афроамериканци    | 3.541 (25,3%) | 4.913 (31,4%) |
| Азијати           | 3.050 (21,8%) | 4.239 (27,1%) |
| Хиспаноамериканци | 635 (4,5%)    | 1.208 (7,7%)  |
| Укупно            | 13.977        | 15.645        |